# Гавр-1 (кантон)
Гавр-1 (фр. Havre-1) — кантон во Франции, находится в регионе Нормандия, департамент Приморская Сена. Входит в состав округа Гавр.

## Состав кантона с 22 марта 2015 года
В состав кантона входят северные и западные кварталы города Гавр.

## Политика
С 2015 года кантон в Совете департамента Приморская Сена представляют член совета города Гавр Кристиан Дюваль (Christian Duval) (Республиканцы) и вице-мэр Гавра Флоранс Тибодо-Рено (Florence Thibaudeau-Rainot) (сначала Республиканцы, затем Разные правые). 
|                | Кандидаты                           | Партия                   | Первый тур | Первый тур     | Второй тур | Второй тур |
| Кол-во голосов | Кандидаты                           | Партия                   | % голосов  | Кол-во голосов | % голосов  |            |
| -------------- | ----------------------------------- | ------------------------ | ---------- | -------------- | ---------- | ---------- |
|                | Кристиан Дюваль Флоранс Тибодо-Рено | Правый блок              | 1 540      | 32,90          | 2 657      | 57,86      |
|                | Жан-Франсуа Керон Натали Нель       | Левый блок               | 1 361      | 29,07          | 1 935      | 42,14      |
|                | Фредерик Груссар Канди Мино         | Национальный фронт       | 1 008      | 21,53          |            |            |
|                | Марилен Гупиль Жак Форестье         | Разные правые            | 399        | 8,52           |            |            |
|                | Жоэль Жуо Лорьян Куфурье            | Радикальная левая партия | 373        | 7,97           |            |            |

|                | Кандидаты                           | Партия                  | Первый тур | Первый тур     | Второй тур | Второй тур |
| Кол-во голосов | Кандидаты                           | Партия                  | % голосов  | Кол-во голосов | % голосов  |            |
| -------------- | ----------------------------------- | ----------------------- | ---------- | -------------- | ---------- | ---------- |
|                | Кристиан Дюваль Флоранс Тибодо-Рено | Правый блок             | 2 578      | 28,92          | 5 190      | 65,14      |
|                | Фредерик Груссар Кристин Дюбуа      | Национальный фронт      | 2 470      | 27,71          | 2 777      | 34,86      |
|                | Алексис Дек Натали Нель             | Разные левые            | 1 977      | 22,18          |            |            |
|                | Орор Зерруки Лоран Логиу            | Социалистическая партия | 1 888      | 21,18          |            |            |